# Palais du gouvernement (Grosseto)
Le Palais du gouvernement (en italien : Palazzo del Governo) est un bâtiment néo-classique située sur la Piazza della Vasca, dans la ville de Grosseto, en Toscane. Il abrite le siège de la Préfecture de Grosseto.

## Histoire
Le bâtiment a été construit entre 1923 et 1927 pour abriter la Préfecture de Grosseto et conçu par l'architecte siennois Vittorio Mariani,. Il a été inauguré en 1927.

## Critique
Selon Famiani, le bâtiment joue « le rôle de pivot figuratif dans le grand thème » de l'actuelle Piazza Fratelli Rosselli (ou Piazza della Vasca), élue comme espace représentatif du régime fasciste. Dans la rhétorique de son « classicisme d'État », cependant, le bâtiment, toujours selon Famiani, ne manque pas de « caractéristiques innovantes » telles que la forme pentagonale inhabituelle de la plante.